# Kanchana Kanchanasut

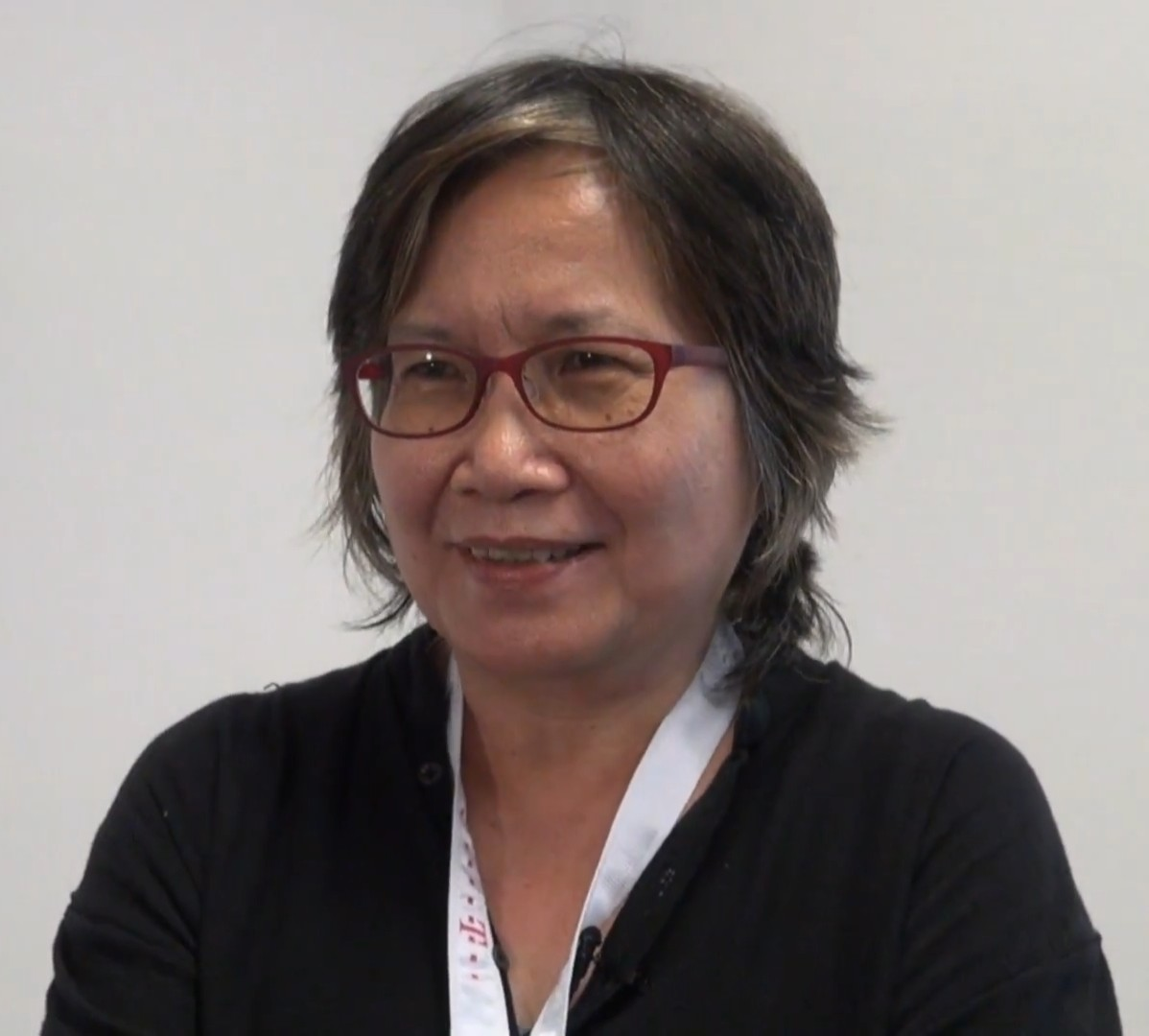
Kanchana Kanchanasut (2013)

Kanchana Kanchanasut (* 1951) ist eine thailändische Informationswissenschaftlerin, die am Asian Institute of Technology (AIT) in Klong Luang arbeitete. Als „Pionierin“ des Internets wurde sie 2013 als zweite Frau in die Hall of Fame aufgenommen.

## Leben
Kanchanasut studierte Mathematik und Informatik in Australien, wo sie 1974 einen Bachelor-Abschluss und ein Graduate Diploma der University of Queensland erhielt. Fünf Jahre beendete sie ihr Studium mit dem Master of Science in Informatik der University of Melbourne. Dort wurde sie 1991 im selben Fach promoviert.
Kanchanasut arbeitet seit 1984 am Asian Institute of Technology. Dort baute sie Computernetzwerke auf und versandte 1986 als erste thailändische Person eine E-Mail. Anschließend schuf sie das erste experimentelle Forschungs- und Bildungsnetzwerk und verband fünf Universitäten in Thailand mit dem entsprechenden Netzwerk in Australien. Kanchanasut richtete 1988 den ersten Internet-Server ihres Landes ein und registrierte die .th Top-Level-Domain, deren Administration sie übernahm.
Am Asian Institute of Technology (AIT) übernahm Kanchanasut Professuren für Informatik und Informationsmanagement. Sie war bis Ende 2016 Direktorin des Internet Education and Research Laboratory und war seit 2013 Vizepräsidentin für Forschung des AIT.
Daneben war Kanchanasut Exekutivdirektorin von AVIST, dem Virtuellen Institut für Wissenschaft und Technologie des Verbandes Südostasiatischer Nationen. Im Jahr 2016 leitete sie die Einrichtung des ersten Internet-Knotens in Bangkok. Kanchanasut war in den 2000er Jahren Beraterin der thailändischen Regierung beim „ICT Corridor Project“, Mitglied des Exekutivausschusses von NECTEC und Mitglied des Advisory Committees von ICANN. Sie war Direktorin des Thailand Network Information Centers, gehörte dem Beirat des IPv6-Forums an und leitete internationale Konferenzen oder saß in deren Gremien.

## Ehrungen
Im Jahr 2013 wurde Kanchanasut als zweite Frau neben Elizabeth J. Feinler unter die „Pioneers“ der Internet Hall of Fame aufgenommen. Gewürdigt wurden ihre zahlreichen Initiativen zum Auf- und Ausbau des Netzes in den südostasiatischen Ländern. Drei Jahre später wurde sie mit dem Jonathan B. Postel Service Award ausgezeichnet.

## Schriften (Auswahl)
- A shortest path algorithm for partitioned grid graphs. Melbourne 1979.
- On the semantic kernel of logic programs (Dissertation). Melbourne 1979.
- Herausgeberin mit Jean-Jacques Lévy: Algorithms, concurrency and knowledge. Springer, Berlin 1995. ISBN 978-3-540-60688-8
- Asian Internet Engineering Conference. ASM, New York 2009.
- Proceedings of the 7th Asian Internet Engineering Conference. ASM, New York 2011.